# سیرک دیجیتال شگفت‌انگیز
سیرک دیجیتالی شگفت‌انگیز (به انگلیسی: The Amazing Digital Circus) یا به اختصار TADC که با عنوان سیرک دیجیتال نیز شناخته می‌شود، یک سریال اینترنتی در سبک مستقل است که توسط گوسورکس ساخته و توسط گلیچ پروداکشنز تولید شده‌است. سریال دربارهٔ گروهی از انسان‌هایی می‌باشد که پس از اسیر شدن در یک بازی واقعیت مجازی با مضمون سیرک سعی در حفظ و نگه‌داشتن سلامت عقل خود دارند.
این سریال در ۱۳ اکتبر سال ۲۰۲۳ در کانال یوتیوب گلیچ برای اولین‌بار به نمایش درآمد و مورد تحسین منتقدان قرار گرفت و کمتر از یک ماه بیش از ۱۰۰ میلیون بازدید به‌دست آورد و با تبدیل شدن به پربیننده‌ترین پایلوت انیمیشن مستقل از هزبین هتل و هلووا باس پیشی گرفت. این انیمیشن کوتاه همچنین نامزد جوایز آنی شد.

## خلاصهٔ داستان
سیرک دیجیتال شگفت‌انگیز مجموعه‌ای از شخصیت‌هایی را دنبال می‌کند که در سیرکی گیر افتاده‌اند، پامنی آخرین قربانی بین آن‌ها می‌باشد، شش شخصیت به‌دام افتاده به نام های جَکس، راگاتا، گَنگِل، زوبول و کینگِر در حال حاضر باید از دستورات رهبر سیرک کِین، یک هوش مصنوعی پیروی کنند.

## صداپیشگان

### اصلی
- لیزی فریمن در نقش پامنی (به انگلیسی: Pomni)، جدیدترین انسانی که در سیرک گیر افتاده و در بدن یک دلقک دربار گیر کرده‌است.[۹][۱۰][۱۱]
- الکس روشون در نقش کِین (به انگلیسی: Caine)، رینگ‌مستر هوش مصنوعی عجیب و غریب سیرک و در عین حال بی‌ثبات.[۱۲][۱۳][۱۴]
- مایکل کوواچ در نقش جکس (به انگلیسی: Jax)، یک خرگوش بنفش انسان‌نما که از شوخی و قلدری سایر بازیگران لذت می‌برد.[۱۵][۱۶][۱۷]
- آماندا هافورد در نقش راگاتا (به انگلیسی: Ragatha)، عروسک پارچه‌ای مهربانی که سعی در حفظ نگرش خوش‌بینانه نسبت به موقعیت خود دارد.[۱۸][۱۹][۲۰]
- ماریسا لنتی در نقش گَنگل (به انگلیسی: Gangle)، روبان انسان‌نمایی که ماسک‌های کمدی و تراژدی ظریف و شکننده‌ای را بر تن می‌کند تا حس و حال فعلی خود را نشان دهد.[۲۱][۲۲][۲۳]
- شان چیپلاک در نقش کینگر (به انگلیسی: Kinger)، یک شاه شطرنج پارانوئید و فراموشکار که در طولانی‌ترین مدت در سیرک گیر افتاده‌است.[۲۴][۲۵][۲۶]
- اشلی نیکولز در نقش زوبل (به انگلیسی: Zooble)، یک اسباب‌بازی میکس اند مچ انسان‌نمای زودرنج.[۲۷][۲۸]
- گوسورکس در نقش بابل (به انگلیسی: Bubble)، دستیار حباب صابون کین.[۲۹]

### مکمل
- السی لاولاک در نقش ملکه گلوینک (به انگلیسی: Gloink Queen)، فرمانروای گلوینک‌های آفت‌مانند.[۳۰]